# Marcel Monnier
Ne doit pas être confondu avec Marcel Monnier (journaliste).
Marcel Monnier (1907-1996) est un neurophysiologiste et neurologue suisse, né à La Chaux-de-Fonds dans le canton de Neuchâtel (Suisse).

## Formation
Il entreprend ses études de médecine aux Universités de Genève et de Zurich, où il obtient son diplôme fédéral de médecin en juin 1931.
Après une thèse de doctorat effectuée sous la direction du professeur Walter Rudolf Hess (prix Nobel de physiologie ou médecine en 1949), il commence sa formation clinique en neurologie auprès du professeur Hans W. Maier à la clinique neuro-psychiatrique de Zurich (de 1932 à 1934). Jusqu'en 1939, il poursuit sa formation en neurologie et en neurophysiologie dans des établissements cliniques et de recherche en Suisse (Genève), en France (hôpital de la Salpêtrière à Paris) et aux États-Unis (à Chicago, grâce à une bourse de la Fondation Rockefeller). En novembre 1939, il devient chef des travaux de l'Institut de physiologie de l'Université de Genève, dirigé par le professeur Frédéric Battelli. Il devient privat-docent en physiologie dans cette même université en 1940.
En 1940 également, il obtient le prix Déjerine à Paris pour l'ensemble de ses travaux sur la Physiologie des formations réticulées du névraxe, publiés dans la Revue neurologique sous forme de cinq articles en 1938 et 39.

## Électroencéphalographiste pionnier à Genève
En 1941, Marcel Monnier et l’ingénieur Marc Marchand mettent au point un dispositif EEG à enregistrement direct à l’Institut de physiologie de l'Université de Genève, dirigé par Frédéric Battelli. Il s’agit de la deuxième installation électroencéphalographique de Suisse (l'hôpital psychiatrique de la Waldau dans le canton de Berne installe en 1938 un exemplaire du "Neurograph" inventé en 1932 par l'ingénieur allemand Jan Friedrich Tönnies).
La même année, Monnier rend compte des résultats d’une expérimentation clinique sur la localisation des traumatismes crânio-cérébraux lors d'un congrès médical suisse. En 1952, Monnier devient également responsable du laboratoire EEG dévolu aux examens neurologiques de routine et crée le Laboratoire de recherche en neurophysiologie appliquée, également à Genève. Ainsi, de 1941 à 1956, date de son départ pour la chaire de physiologie de l'Université de Bâle, Marcel Monnier est le pilier central de l'électroencéphalographie clinique et de recherche à Genève.